# Wittenburg (Amt)
L'Amt Wittenburg est un Amt de l'arrondissement de Ludwigslust-Parchim dans le land de Mecklembourg-Poméranie-Occidentale, au nord de l'Allemagne.

## Communes
1. Wittenburg,(5 046)
2. Wittendörp, (2 897)